# East Longs Peak Trail
L'East Longs Peak Trail – ou Longs Peak Trail ou Keyhole Route – est un sentier de randonnée américain dans les comtés de Boulder et Larimer, au Colorado. Protégé au sein du parc national de Rocky Mountain, il permet d'atteindre le sommet du pic Longs en passant l'abri Agnes Vaille. Il est inscrit au Registre national des lieux historiques depuis le 10 juillet 2007.